# Teratausta
Teratausta és un gènere d'arnes de la família Crambidae descrit per George Hampson el 1903. Conté només una espècie, Teratausta odontalis, descrita en el mateix article, que es troba a Silhet, Bangladesh.